# Tardona-patak
Tardona-patak a Bükk kiváló minőségű, vadregényes karsztforrásaiból ered, Tardona településtől délre, Borsod-Abaúj-Zemplén vármegyében, mintegy 530 méteres tengerszint feletti magasságban. Tardonán egykor vízimalmot is hajtott. A patak forrásától kezdve északi-északkeleti irányban halad, majd Kazincbarcikánál éri el a Sajót.

## Partmenti települések
- Tardona
- Kazincbarcika